# نیهوگر
نیهوگر یا نیدهاگ (به انگلیسی: Nidhogg) (در زبان نورس باستان: Níðhöggr, به معنی: مهاجم نفرین، مهاجم کینه‌توز یا او که با بدخواهی ضربه می‌زند) در اسطوره‌شناسی اسکاندیناوی از مهم‌ترین مارها و اژدهایانی هستند که در زیر درخت جهانی، ایگدراسیل زندگی می‌کنند و ریشه‌های آن را می‌خورند. این برای درختی که نه جهان کیهان را در خود جای داده است بسیار مضر است. اقدامات نیهوگر و گروه خزنده‌اش قصد دارد کیهان را به سمت هرج و مرج بکشاند؛ بنابراین مطمئناً می‌توان آن را در میان غول‌ها (یا همان‌طور که در دوران پیش از مسیحیت نامیده می‌شد «بلعندگان») طبقه‌بندی کرد.

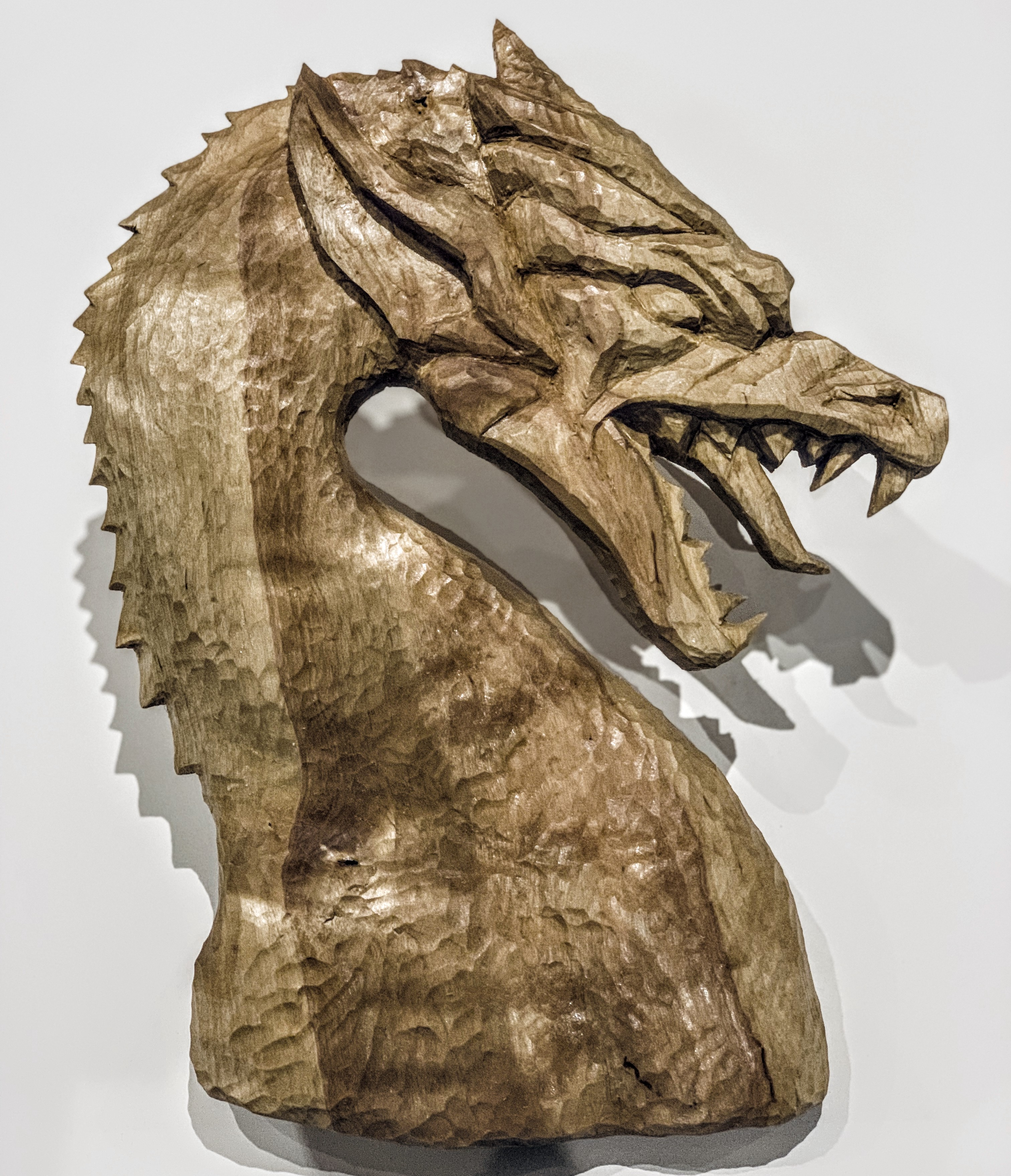
تندیسی از سر اژدهای نیهوگر، اثر سباستین روباک سواند

## نقش اساطیری

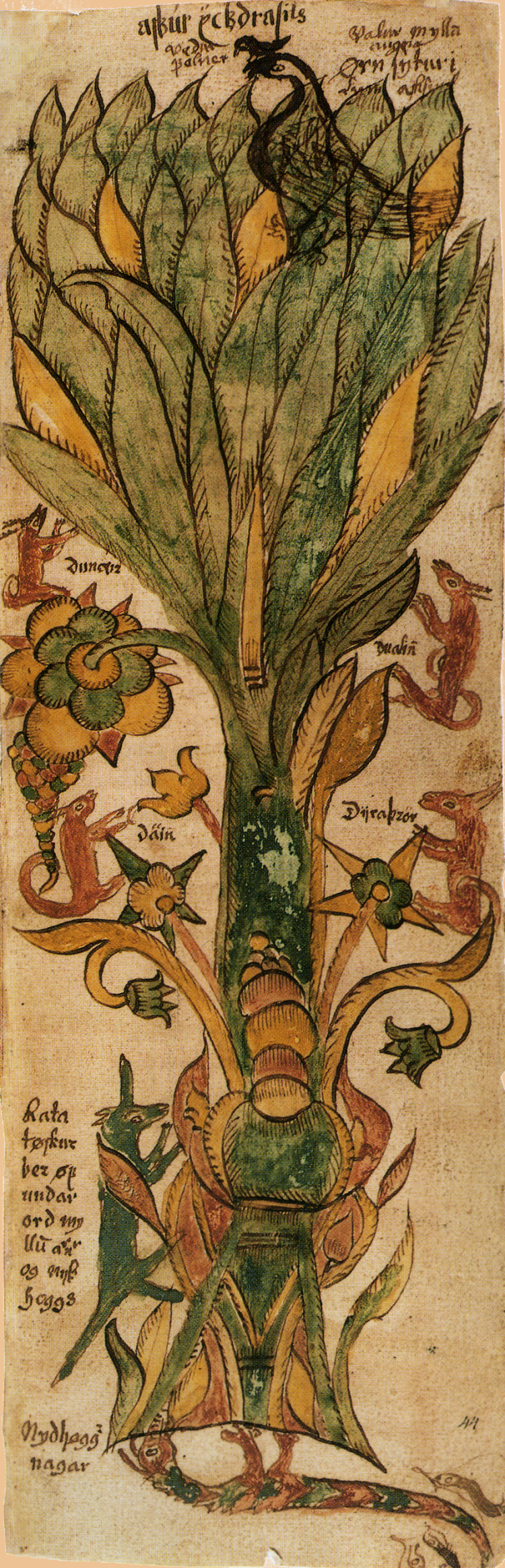
تصویری از درخت ایگدراسیل، در بالای درخت شاهینی به نام ورفولنیر بین چشمان عقابی بی‌نام نشسته است، در قسمت میانه درخت چهار گوزن در حال جویدن ایگدراسیل هستند و در قسمت پایینی راتاتوسکر و پایین‌تر از آن اژدهای نیهوگر قرار دارد.

در جامعه تاریخی وایکینگ‌ها، níð اصطلاحی برای انگ اجتماعی بود که به معنای از دست دادن شرافت و موقعیت یک شرور بود؛ بنابراین نام آن ممکن است به نقش آن به عنوان یک هیولای وحشتناک در عمل جویدن اجساد ساکنان ناستروند اشاره داشته باشد: کسانی که به قتل، زنا، و سوگند شکنی متهم هستند. از این رو منطقی است که نیهوگر نقش برجسته‌ای در راگناروک، سقوط کیهان داشته باشد. به نظر می‌رسد واقعاً چنین است. در یکی از شعرهای مهم اسکاندیناوی باستان ولوسپا (به معنی: بینش بیننده)، نیهوگر به عنوان پرواز کننده از زیر ایگدراسیل در طول راگناروک توصیف شده است، احتمالاً برای کمک به غول‌ها (یوتون‌ها). بعداً در همان شعر، گفته می‌شود که نیهوگر بر بخشی از دنیای زیرین به نام ناستروند (به معنی: ساحل اجساد) ریاست می‌کند جایی که در آن سوگند دروغین، قاتلان و زناکاران مجازات می‌شوند. با این حال، این تصور از زندگی پس از مرگ که با مجازات اخلاقی مشخص شده است، برای جهان بینی بومی اسکاندیناوی و دیگر مردم ژرمنی کاملاً بیگانه است و باید نمونه‌ای (یکی از بسیاری) از تأثیر مسیحیت بر شعر باشد.

## ناستروند

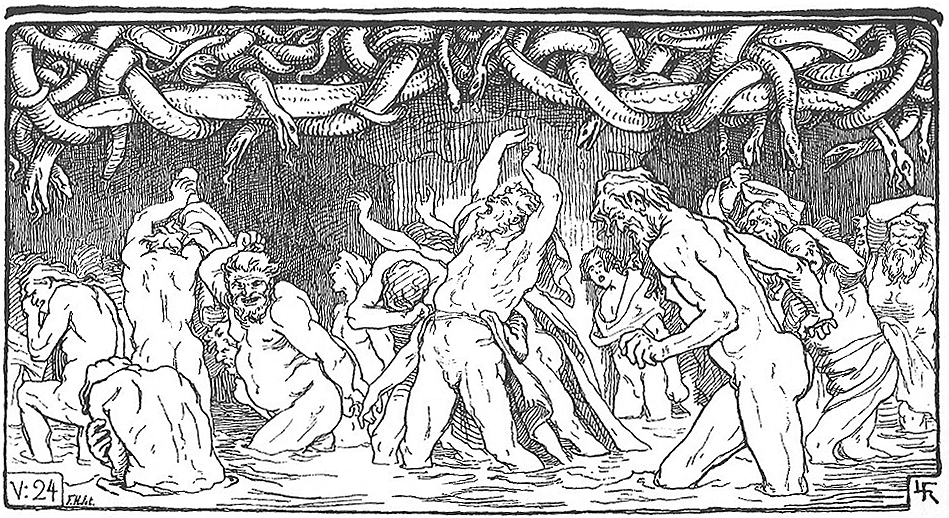
نگاره‌ای از ناستروند، اثر لورنز فرولیچ.

ناستروند به معنی: ساحل اجساد، مکانی در هل‌هایم است که در آن نیهوگر زندگی می‌کند و اجساد را می‌جود. این زندگی پس از مرگ برای کسانی است که به وسیله قتل، زنا، و سوگند شکنی گناه می‌کنند. هل، در اساطیر نورس، در اصل نام دنیای مردگان است و بعدها به معنای الهه مرگ آمد. هل یکی از فرزندان خدای حیله‌گر لوکی بود و گفته می‌شد که پادشاهی او به سمت پایین و شمال قرار داشت که نیفل‌هایم یا دنیای تاریکی نامیده می‌شد و به نظر می‌رسد به چندین بخش تقسیم شده است که یکی از آنها ناستروند، ساحل اجساد بود. قلعه‌ای که رو به شمال ایستاده بود و مملو از زهر مارها بود که در آن قاتلان، زناکاران و سوگندشکنان دروغین عذاب می‌کشیدند، در حالی که اژدها نیهوگر خون را از بدنشان می‌مکید.
در یک شعر اولیه از نه جهان نیفل‌هایم ذکر شده است که گفته می‌شد کسانی که در جنگ مرده‌اند به هل نمی‌رفتند، بلکه نزد خدای اودین، در والهالا سالن کشته شدگان می‌رفتند.

## اِدای شاعرانه
شعر گریمنیسمال تعدادی از موجوداتی را که در ایگدراسیل زندگی می‌کنند، شناسایی می‌کند. این درخت از تمام موجوداتی که روی آن زندگی می‌کنند، سختی‌های زیادی می‌کشد. این شعر نیدهاگ را به عنوان موجودی که از زیر درخت را می‌خورد، معرفی می‌کند و همچنین راتاتوسکر را به عنوان حامل پیام‌ها بین نیدهاگ و عقابی که در بالای درخت زندگی می‌کند، ذکر می‌کند. اسنوری استورلوسون اغلب از گریمنیسمال نقل قول می‌کند و به وضوح از آن به عنوان منبع اطلاعات خود استفاده کرده است.
شعر ولوسپا دو بار به نیهوگر/نیدهاگ اشاره می‌کند. اولین مورد در توصیف ناستروند است.
Table
| نسخه Eysteinn Björnsson  | ترجمه Bellows                | ترجمه Dronke                         |
| ------------------------ | ---------------------------- | ------------------------------------ |
| Sal sá hon standa        | A hall I saw,                | A hall she saw standing              |
| sólu fjarri              | far from the sun,            | remote from the sun                  |
| Náströndu á,             | On Nastrond it stands,       | on Dead Body Shore.                  |
| norðr horfa dyrr.        | and the doors face north,    | Its door looks north.                |
| Fellu eitrdropar         | Venom drops                  | There fell drops of venom            |
| inn um ljóra,            | through the smoke-vent down, | in through the roof vent.            |
| sá er undinn salr        | For around the walls         | That hall is woven                   |
| orma hryggjum.           | do serpents wind.            | of serpents’ spines.                 |
| Sá hon þar vaða          | I there saw wading           | She saw there wading                 |
| þunga strauma            | through rivers wild          | onerous streams                      |
| menn meinsvara           | treacherous men              | men perjured                         |
| ok morðvarga             | and murderers too,           | and wolfish murderers                |
| ok þanns annars glepr    | And workers of ill           | and the one who seduces              |
| eyrarúnu.                | with the wives of men;       | another’s close-trusted wife.        |
| Þar saug Niðhöggr        | There Nithhogg sucked        | There Malice Striker sucked          |
| nái framgengna,          | the blood of the slain,      | corpses of the dead,                 |
| sleit vargr vera—        | And the wolf tore men;       | the wolf tore men.                   |
| vituð ér enn, eða hvat ? | would you know yet more?     | Do you still seek to know? And what? |

نیهوگر/نیدهاگ همچنین در پایان ولوسپا ذکر شده است، جایی که او به عنوان یک اژدها و یک مار شناسایی می‌شود.
Table
| نسخه Eysteinn Björnsson | ترجمه Bellows          | ترجمه Dronke                 |
| ----------------------- | ---------------------- | ---------------------------- |
| Þar kømr inn dimmi      | From below the dragon  | There comes the shadowy      |
| dreki fljúgandi,        | dark comes forth,      | dragon flying,               |
| naðr fránn, neðan       | Nithhogg flying        | glittering serpent, up       |
| frá Niðafjöllum.        | from Nithafjoll;       | from Dark of the Moon Hills. |
| Berr sér í fjöðrum      | The bodies of men      | He carries in his pinions    |
| —flýgr völl yfir—       | on his wings he bears, | —he flies over the field—    |
| Níðhöggr nái—           | The serpent bright:    | Malice Striker, corpses.     |
| nú mun hon søkkvask.    | but now must I sink.   | Now will she sink.           |

معنی و مفهوم این بند مورد بحث است. نظر غالب این است که ورود نیدهاگ نشان‌دهنده رگناروک است و بنابراین شعر با لحنی از هشدار شوم به پایان می‌رسد. با این حال، با توجه به تم‌های غالب اساطیر نورس که تغییر و تجدید هستند، ممکن است این یک «رستگاری» برای مار باشد، «ریختن» اجساد و شروع زندگی جدید، مانند یک ققنوس مکابری، یا شاید، بلند کردن اجساد حاکمان صالح ذکر شده در دو بند قبل (بند بلافاصله قبل توسط مترجم هنری آدام بلوز مشکوک در نظر گرفته شده است)، تا آنها بتوانند در گیمله ساکن شوند، و سپس یا نیدهاگ غرق می‌شود، یا völva غرق می‌شود، بسته به ترجمه، و شعر به پایان می‌رسد.
نیدهاگ در هیچ منبع باستانی دیگری ذکر نشده است.